# Biserica reformată din Sibiu
Biserica reformată din Sibiu este un lăcaș de cult reformat (calvin) din municipiul Sibiu, localizat pe str. Mitropoliei nr. 9, în apropiere de Catedrala Ortodoxă. Ea a fost construită în anul 1786. 
Biserica reformată (calvină) din Sibiu a fost inclusă pe Lista monumentelor istorice din județul Sibiu din anul 2015, având codul de clasificare  SB-II-m-A-12137. De asemenea, și Casa parohială reformată, construită în secolul al XV-lea și refăcută în perioada 1784-1786 și aflată lângă biserică (pe str. Mitropoliei nr. 11), a fost inclusă pe aceeași listă, cu codul SB-II-m-B-12139. 

## Istoric
Mișcarea reformată calvină a apărut în prima jumătate a secolului al XVI-lea prin separarea de Biserica Romano-Catolică a unor comunități care au adoptat învățăturile preotului catolic francez Jean Calvin. Învățăturile de credință calvine au fost adoptate și de unii credincioși catolici de naționalitate maghiară din Transilvania, răspândirea lor fiind favorizată de înfrângerea Ungariei de către Imperiul Otoman în bătălia de la Mohács (1526). Unul dintre motivele adoptării învățăturii reformate a fost posibilitatea predicării Evangheliei în limba maternă, spre deosebire de Biserica Romano-Catolică care utiliza limba latină în ritualurile religioase. 
În anul 1783 comunitatea reformată din Sibiu a obținut aprobarea pentru construirea unui lăcaș de cult în interiorul cetății. În anul următor, comunitatea a achiziționat cu 40.000 de florini un teren pentru construirea bisericii. Pe terenul pe care urma să se construiască biserica se aflau casele Filtsch și Habermann care au fost dărâmate. O clădire alăturată, construită în secolul al XV-lea, a fost amenajată pentru a deveni casă parohială. Biserica reformată a fost construită în perioada 1784-1786, sub conducerea meșterului Samuel Krempels și a dulgherului Johannes Schneider. Inaugurarea oficială a lăcașului de cult a avut loc la 26 noiembrie 1786.
Deasupra portalului de intrare în biserică se află următoarea inscripție în limba latină: "DEO CREATORI REDEMTORI SANCTIFICATORI SACRUM JOSEPHO. II. AUGUSTO PRINCIPE ANNUENTE COETUS FIDELIUM HELVETICAE CONFESSIONIS POSUIT. MDCCLXXXVI.", în traducere "Sfântului Dumnezeu creator, salvator și mântuitor, augustul principe Iosif al II-lea a așezat (această biserică) pentru comunitatea credincioșilor de confesiune helvetică. 1786."
Unul din pastorii bisericii a fost savantul Ferenc Benkő (1745-1816), cu merite în domeniul mineralogiei.
Clădirea bisericii apare pentru prima dată pe o hartă a orașului Sibiu din 1829. În secolul al XIX-lea biserica era înconjurată pe latura de vest de un gard din lemn, care a fost înlăturat când s-a lărgit strada. Orga inițială a bisericii, ce data din anul inaugurării, a fost înlocuită în 1858 cu o alta, care există și în prezent. 
După Unirea Transilvaniei cu România (1918), Sibiul avea în anul 1920 un număr de 32.156 locuitori, dintre care 17.876 germani (55,59%), 8.550 români (26,58%), 4.255 unguri (13,23%), 1.248 evrei (3,88%) și 227 de naționalitate necunoscută. După confesiune, erau 15.783 evanghelici-luterani (49,08%), 6.533 ortodocși (20,31%), 4.471 romano-catolici (13,90%), 2.078 greco-catolici (6,46%), 1.916 reformați (5,95%), 1.238 mozaici (3,85%) și 137 unitarieni. În anul 1930, populația Sibiului crescuse la 49.345 locuitori, dintre care 21.598 erau germani (43,6%), 18.620 români (37,7%), 6.521 unguri (13,2%), 1.308 evrei (2,7%) și 1.298 (2,6%) de altă naționalitate.

## Arhitectură
Biserica reformată din Sibiu este un monument sobru, în stil baroc, cu o fațadă îngustă pe latura de vest peste care se înalță un turn-clopotniță. Soclul este înalt, iar pe fațada de vest ies în relief patru pilaștri cu capiteluri dorice, ce susțin un antablament cu arhitravă, decorat cu friză de metope și triglife și sprijinită pe clopoței. Deasupra antablementului fațada are un fronton triunghiular peste care se ridică un turn zvelt, de formă pătrată, cu ferestre în toate cele patru puncte cardinale și deasupra cărora se află câte un orologiu. Turnul are un acoperiș în șase ape, dar de formă piramidală. Portalul de intrare este simplu și are un ancadrament dreptunghiular de piatră cu un panou cu o inscripție și un fronton triunghiular.
În interior, biserica are formă de sală cu absidă, cu o boltă semicilindrică susținută de arce dublouri. Pereții laterali interiori sunt marcați de pilaștri dublați care susțin antablamente identice cu cele din exterior. Înspre altar este amplasat un amvon cu baldachin decorat cu motive aurite și ghirlande de trandafiri. În partea de vest a bisericii, se află o orgă amplasată pe o tribună susținută de doi stâlpi masivi.
Lângă biserică se află Casa parohială reformată. Clădirea are un etaj, iar mijlocul fațadei de la parter este străpunsă de un gang care unește Strada Mitropoliei cu Strada Xenopol. Casa are o vechime estimată în secolul al XV-lea, dar a fost refăcută în perioada 1784-1786 când a fost cumpărată de comunitatea reformată.

## Imagini

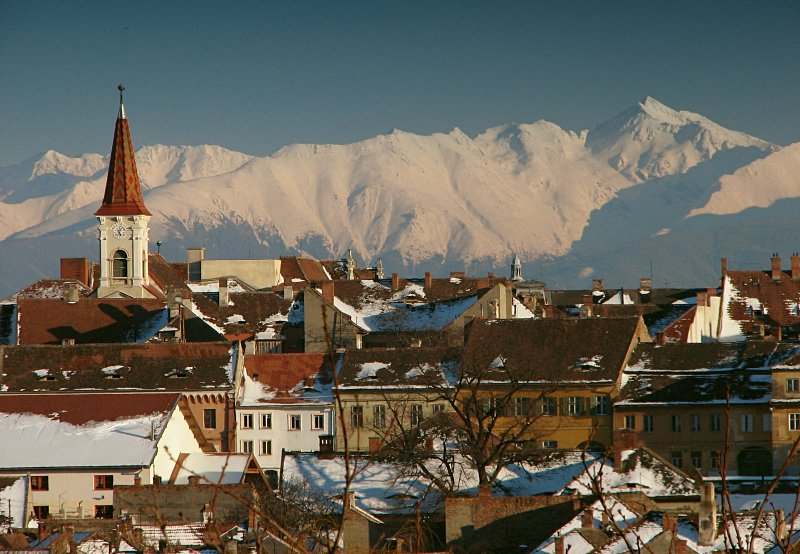
Biserica reformată din Sibiu, cu vârful Negoiu în spate
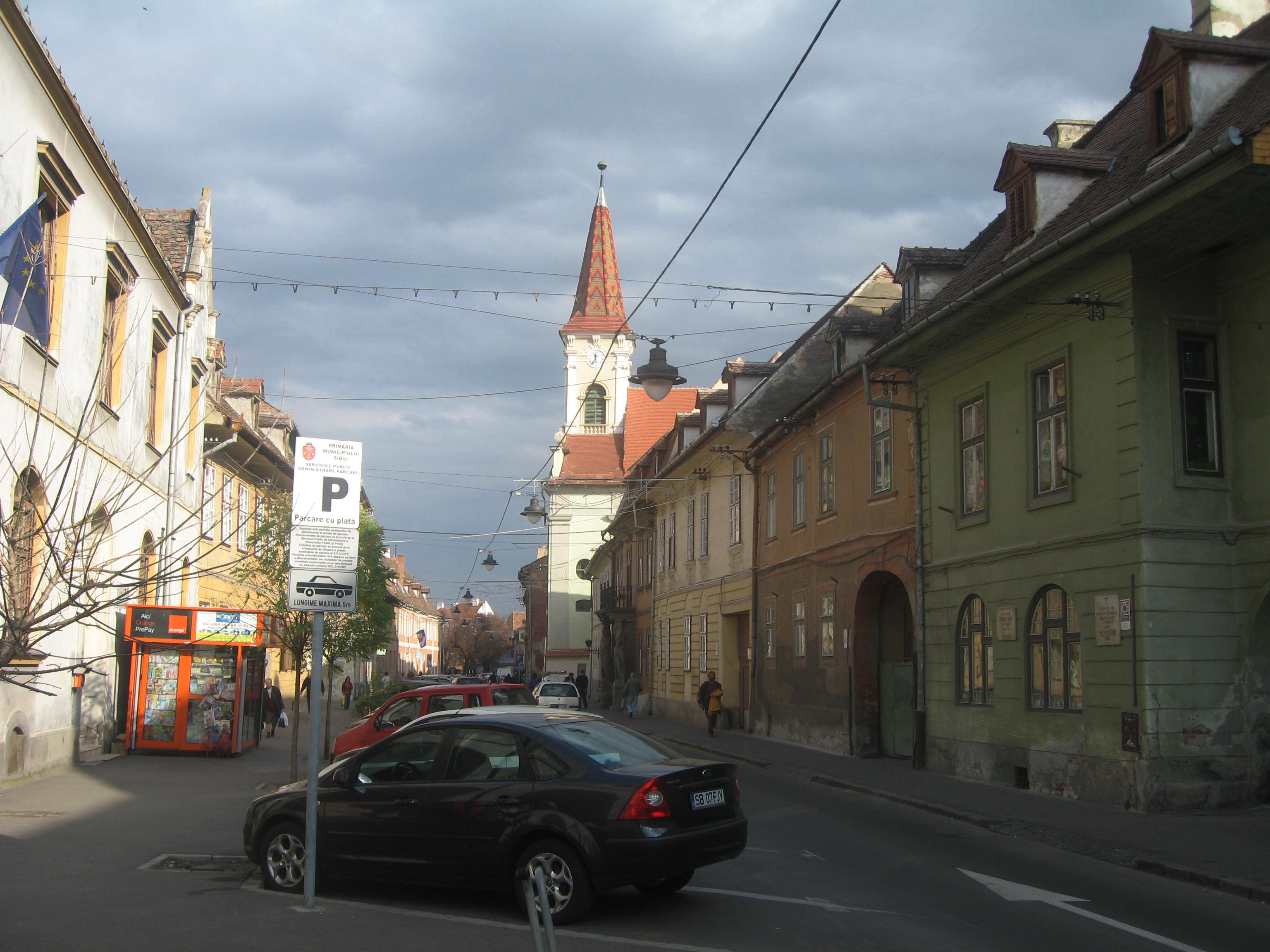
Strada Mitropoliei din Sibiu. Biserica reformată văzută dinspre Catedrala Ortodoxă.
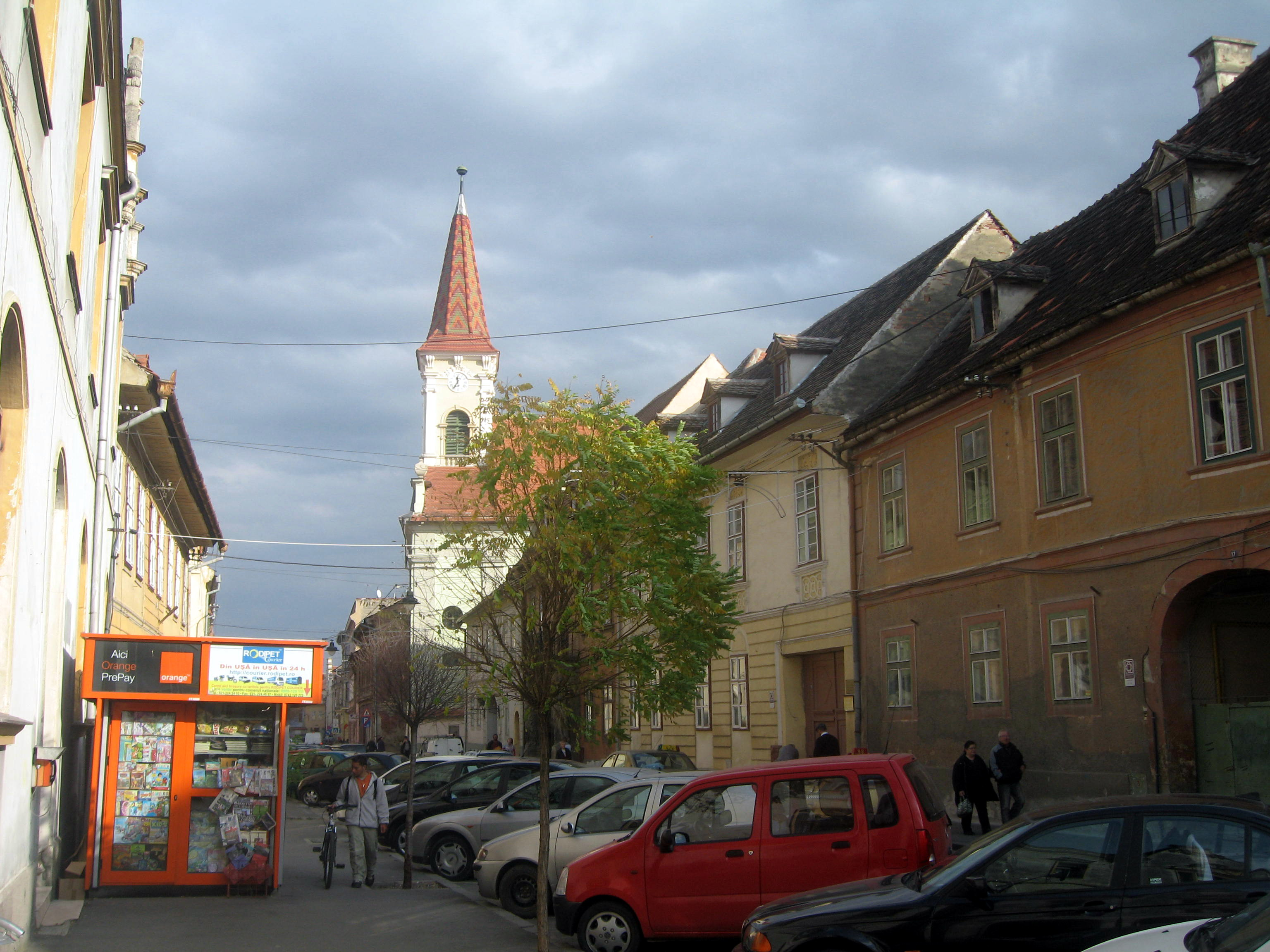
Strada Mitropoliei din Sibiu. Biserica reformată văzută dinspre Catedrala Ortodoxă.
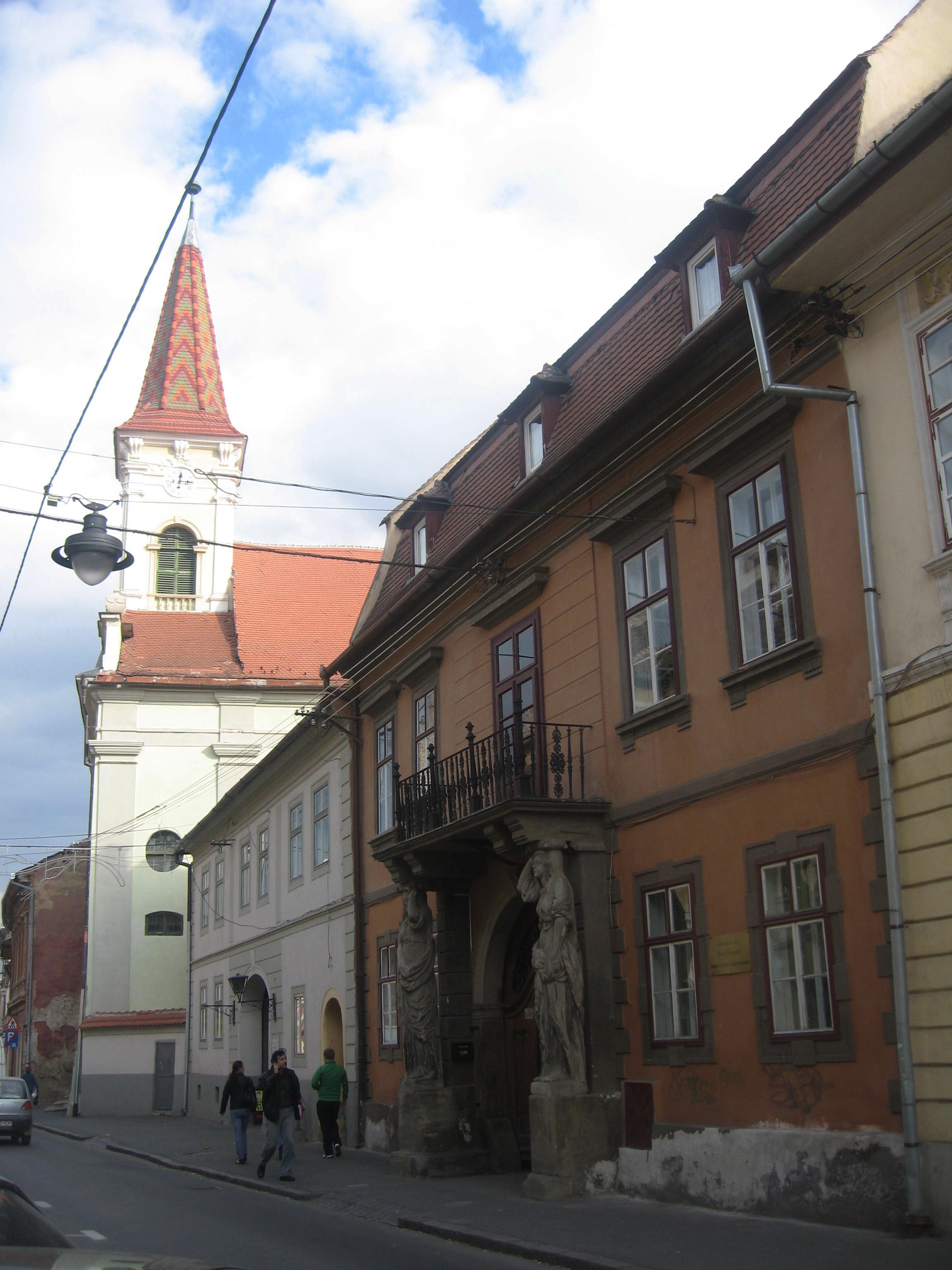
Biserica reformată, casa parohială şi Casa cu cariatide
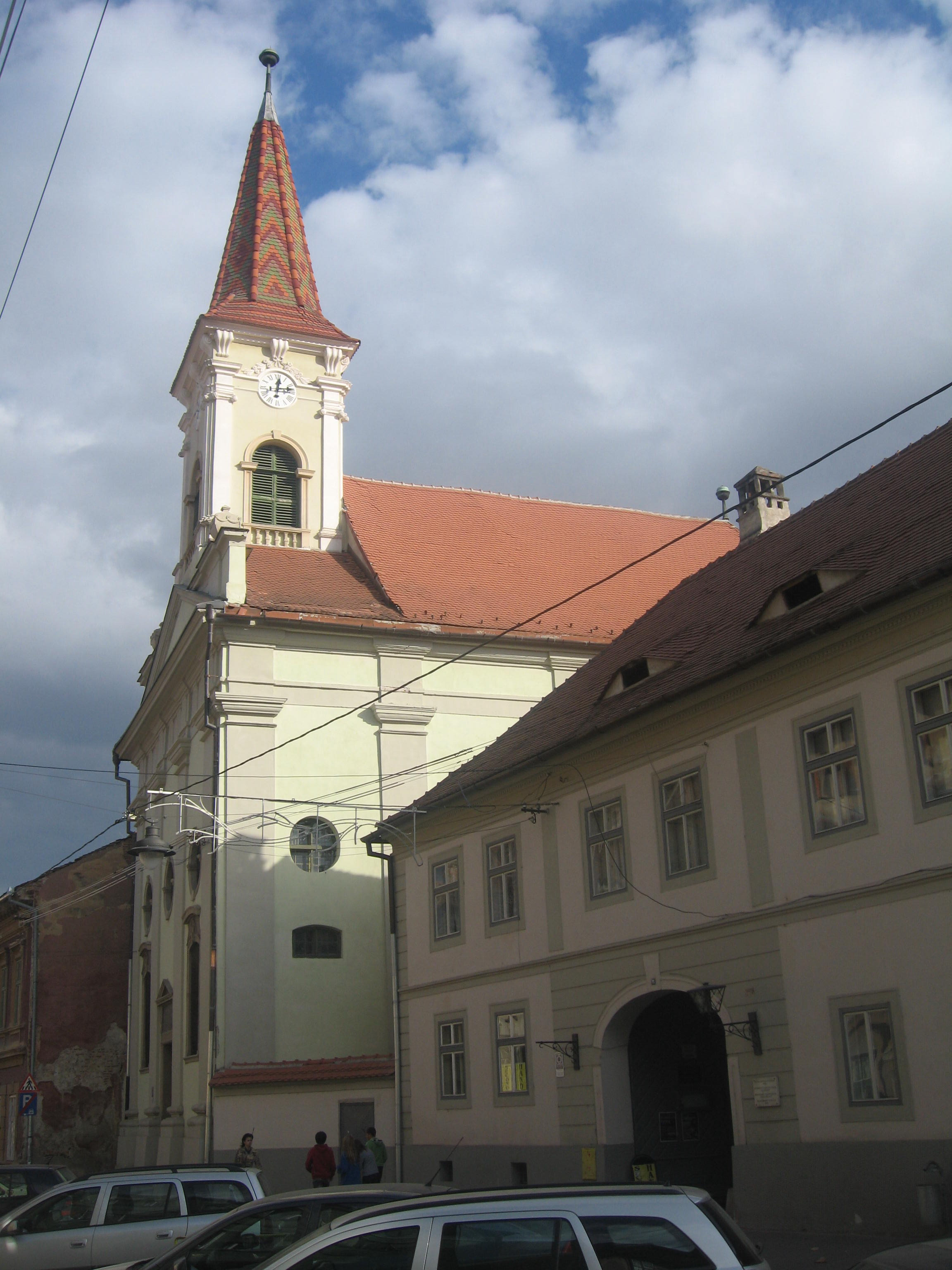
Biserica reformată şi casa parohială
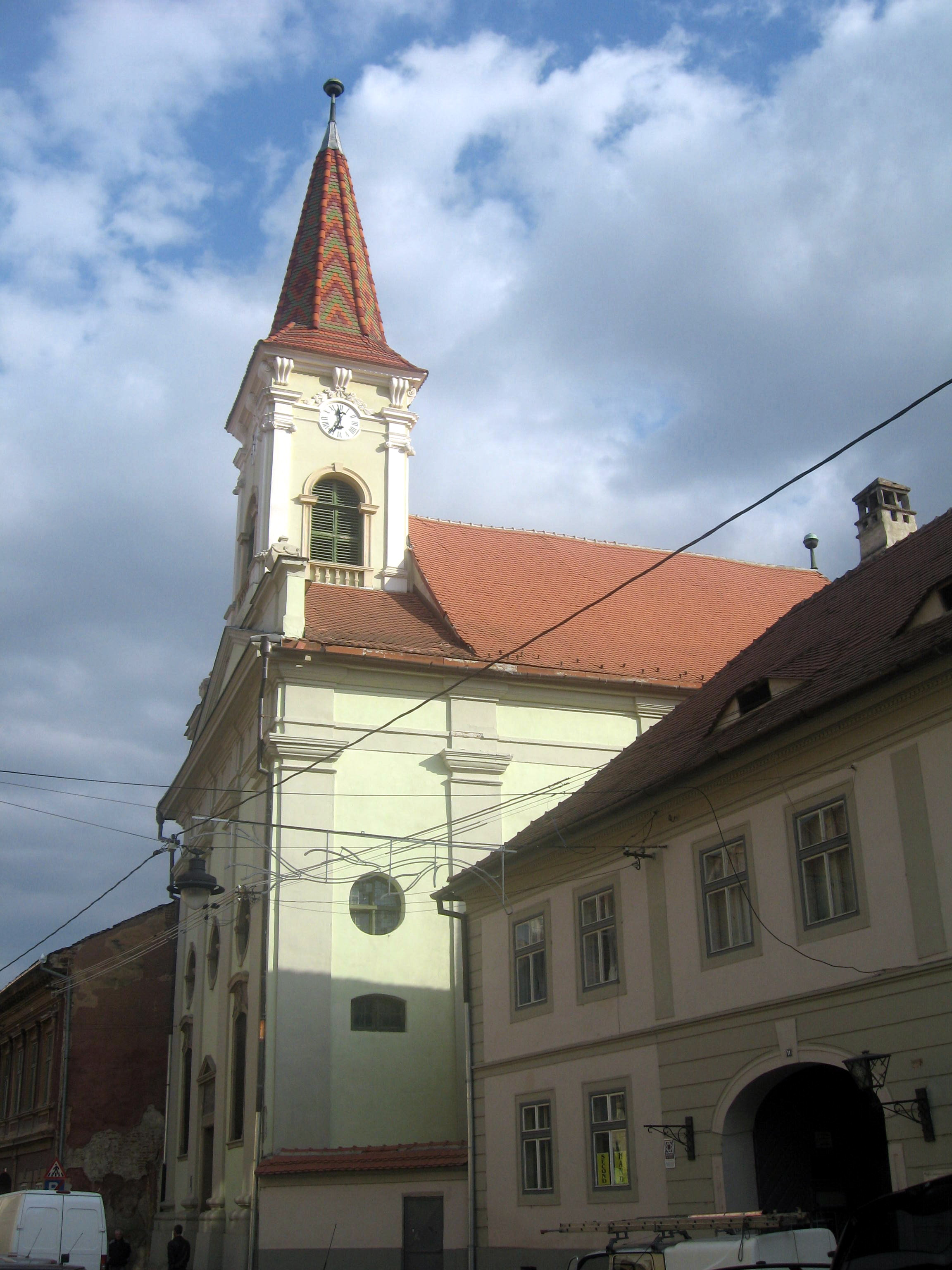
Biserica reformată şi casa parohială
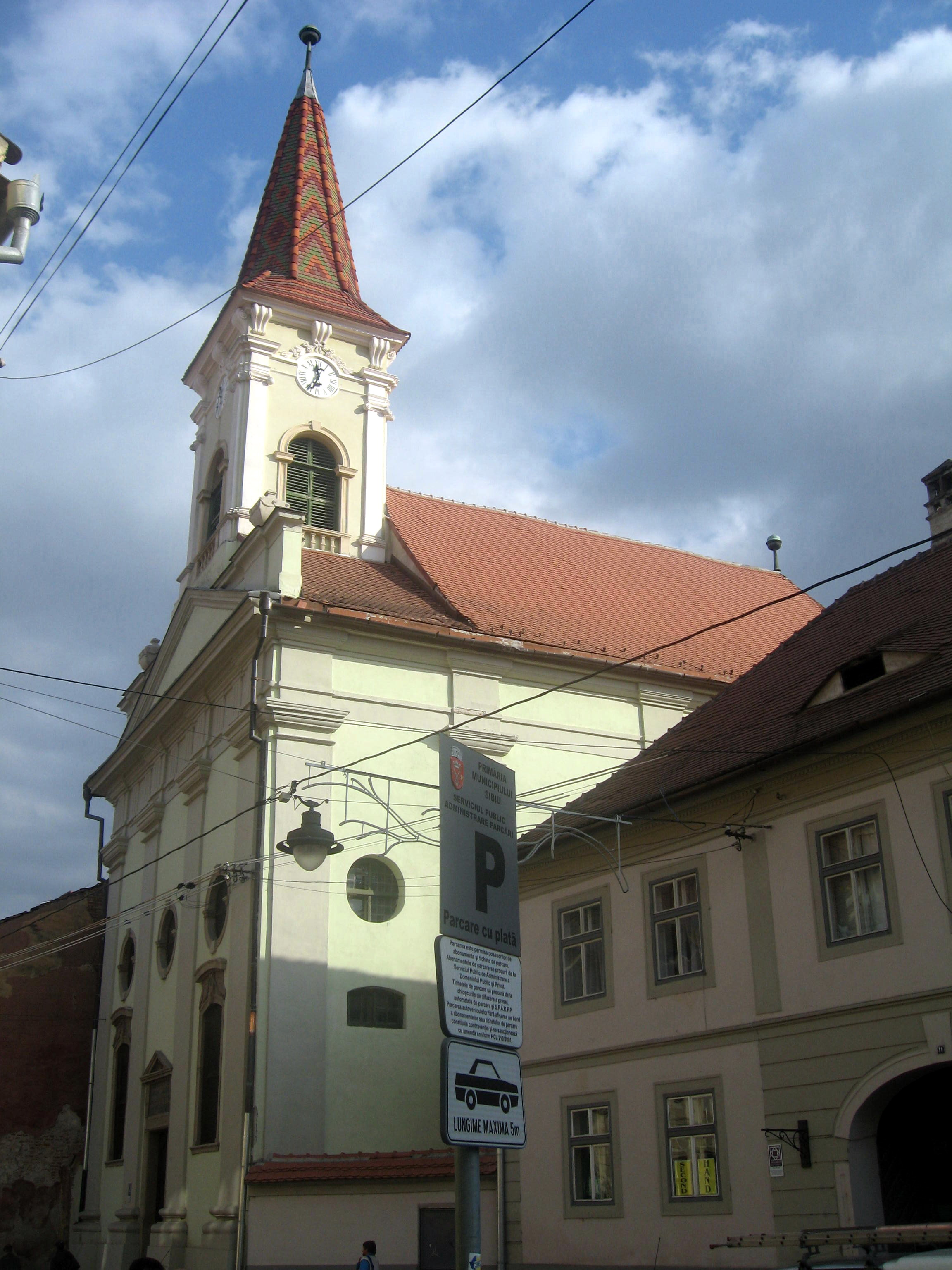
Biserica reformată
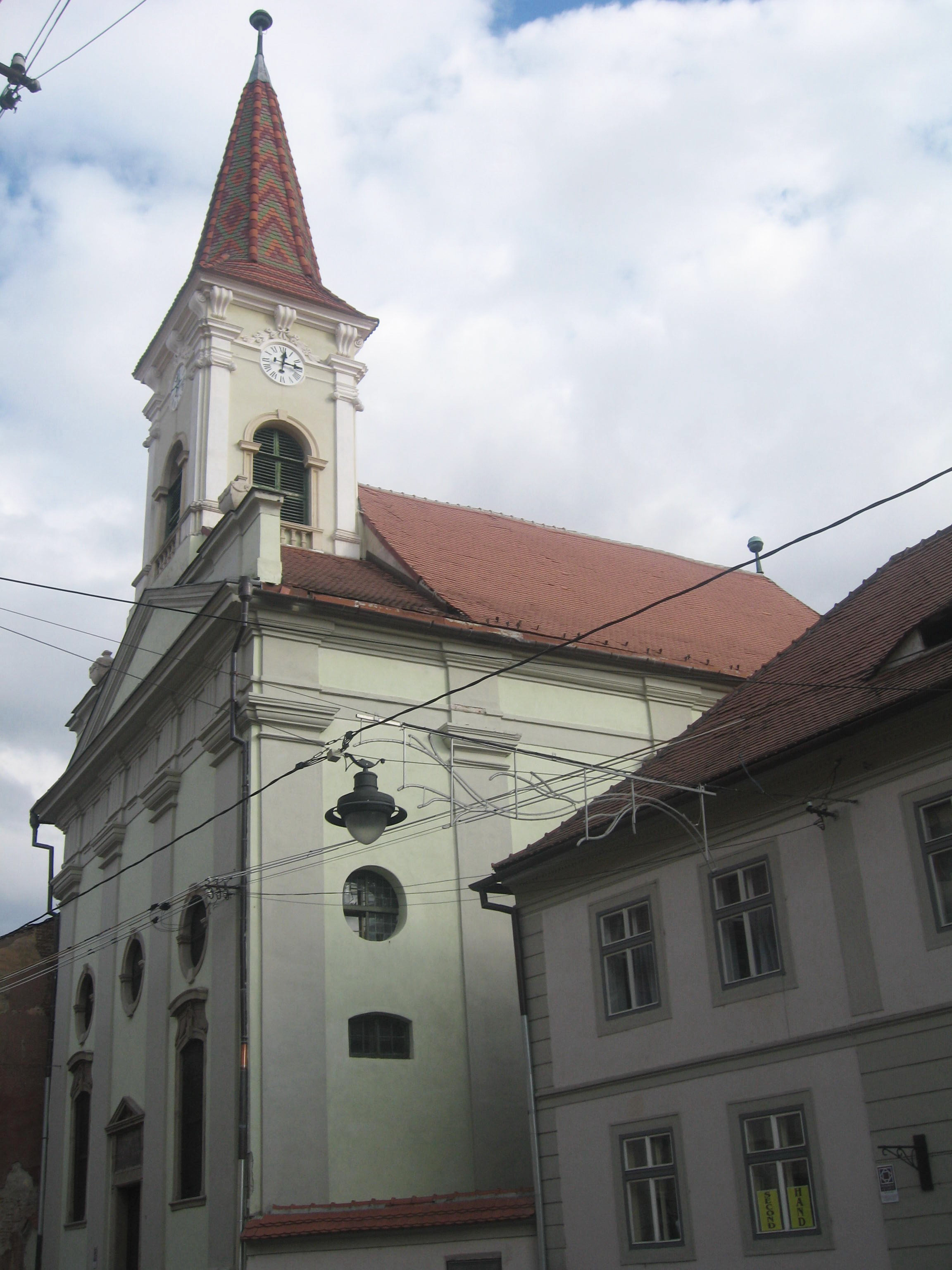
Biserica reformată
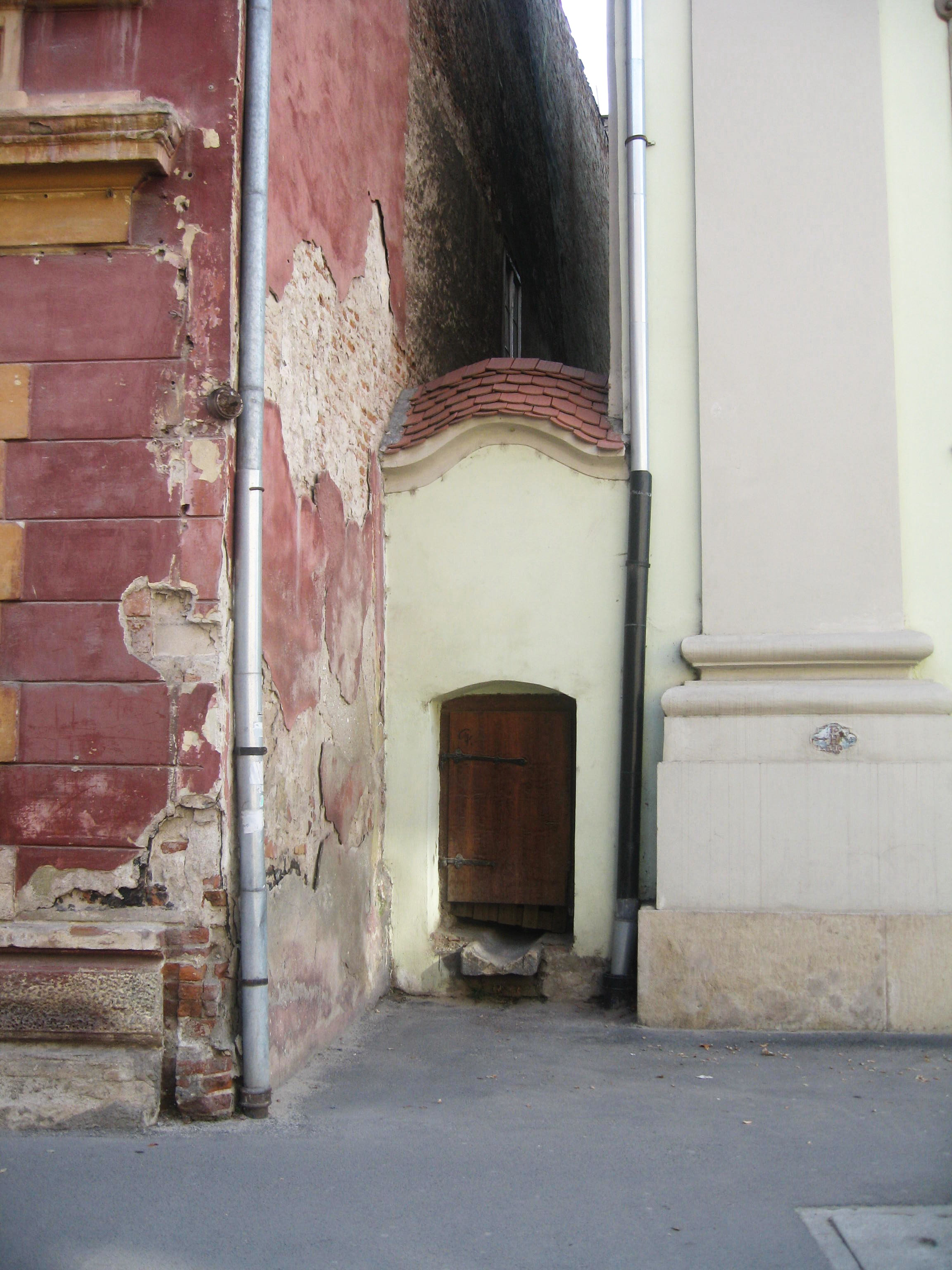
Gang de lângă biserică
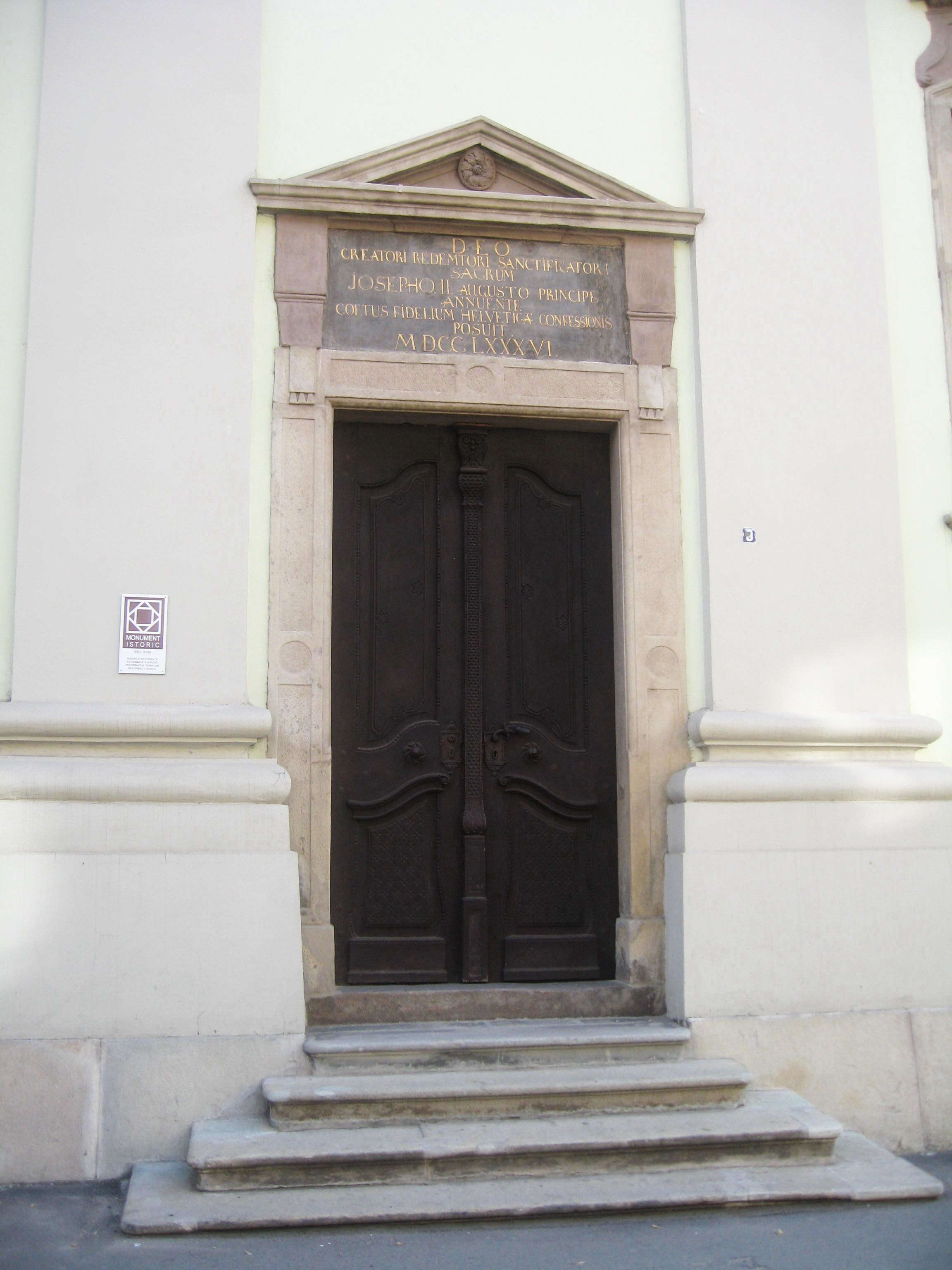
Portalul de intrare în biserică
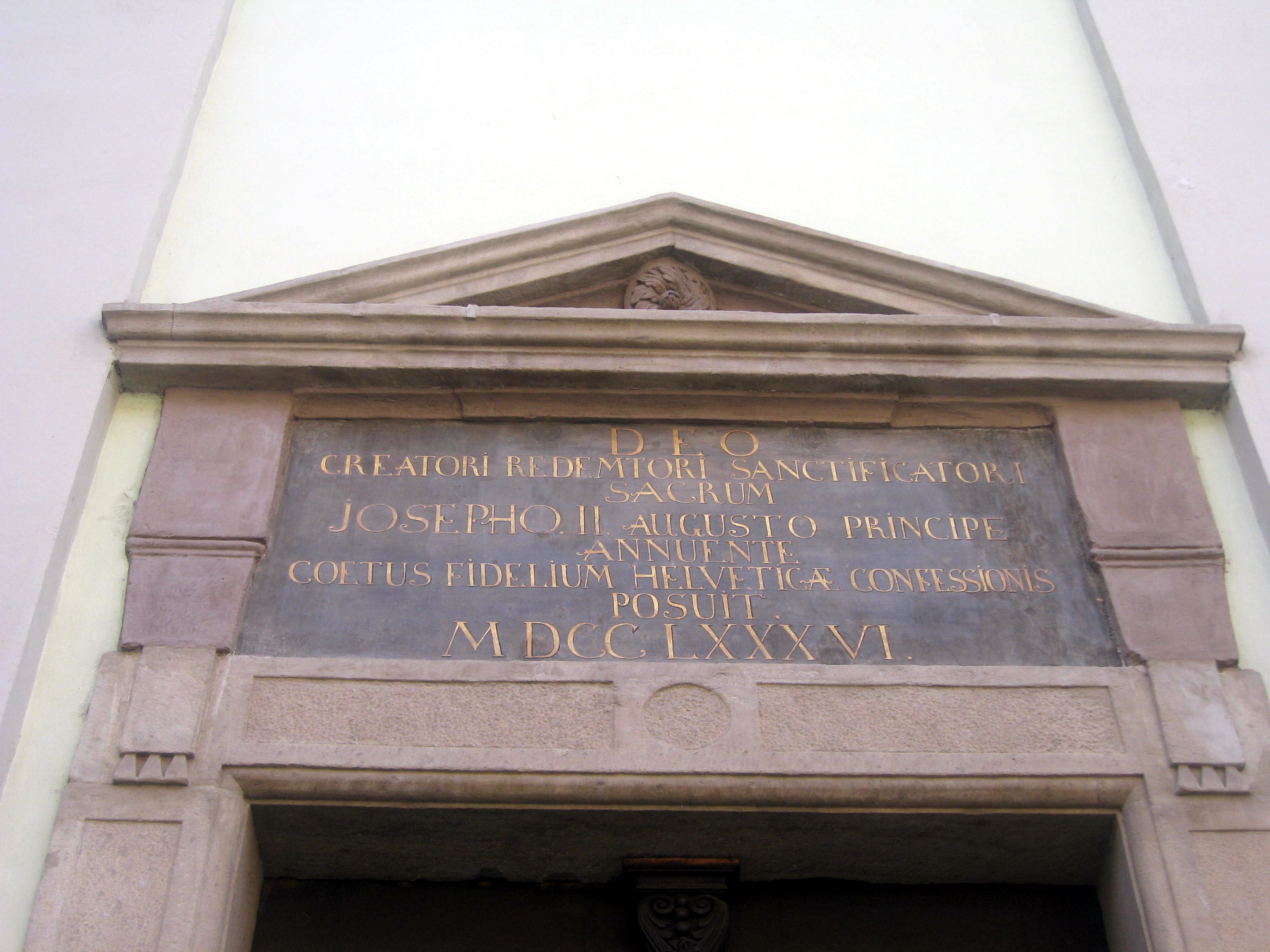
Inscripţia de deasupra intrării